# Drievlakshoek

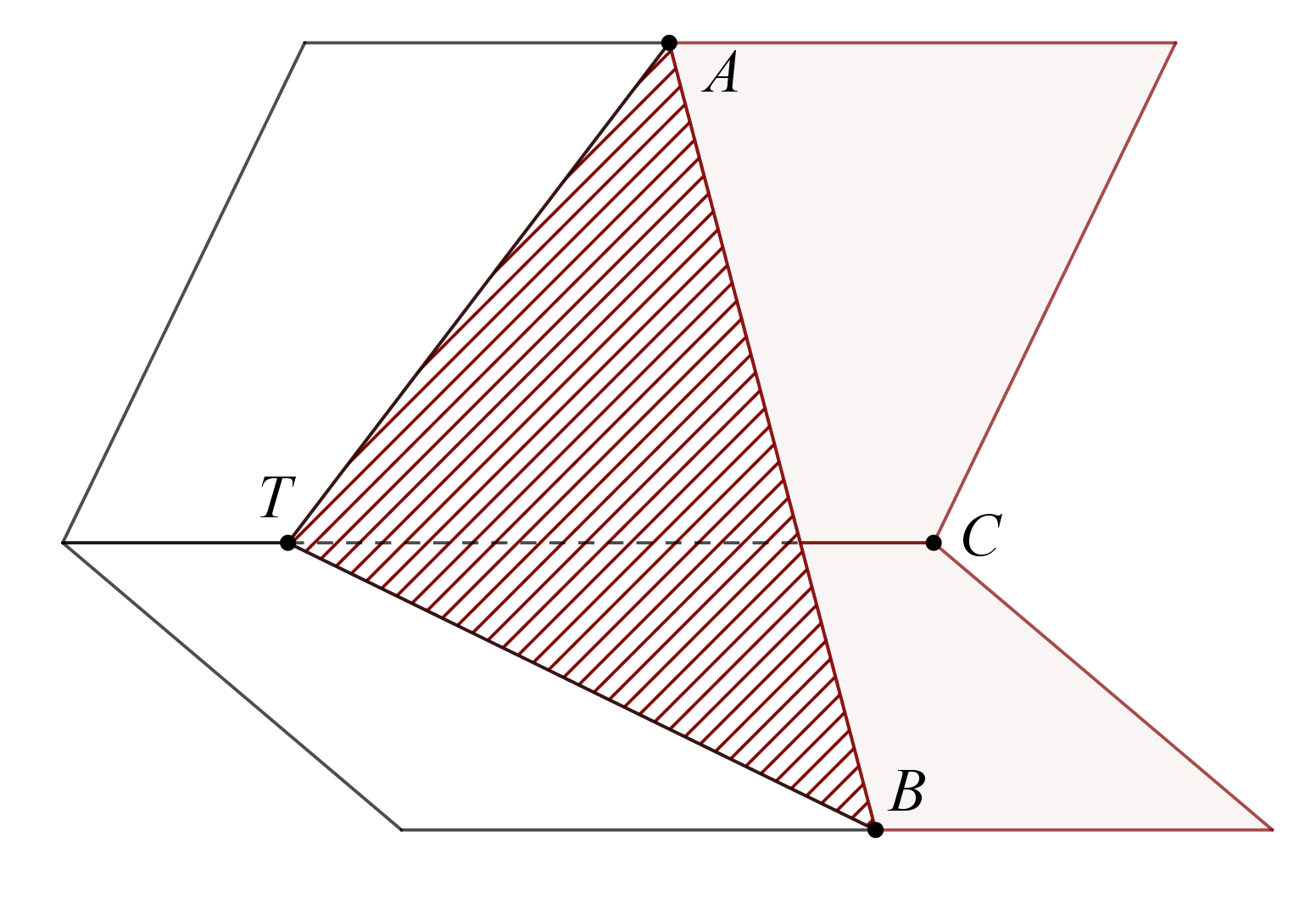
Drievlakshoek T.ABC waarbij TA, TB, TC de snijlijnen zijn van telkens twee vlakken

Een drievlakshoek of soms ruimtedriehoek is een figuur in de stereometrie, in de ruimtemeetkunde. De figuur is dat deel van de ruimte dat door drie hoeken wordt begrensd, waarvan de benen drie halve lijnen zijn die door één punt gaan, maar niet in één vlak liggen.
De drie vlakken, die door de drie hoeken worden bepaald, die de drievlakshoek begrenzen, zijn de zijden van de drievlakshoek. De benen van de hoeken zijn de ribben van de drievlakshoek. Het gemeenschappelijke punt van de ribben is het hoekpunt, soms ook top van de drievlakshoek.

## Voorbeelden
- In een driedimensionaal coördinatenstelsel zijn enkele drievlakshoekken aan te wijzen, bijvoorbeeld de drievlakshoek bepaald door de drie positieve coördinaatsassen.
- Ieder hoekpunt van een regelmatig viervlak, kubus en een regelmatig twaalfvlak is het hoekpunt van een drievlakshoek.

## Twee stellingen
De drievlakshoek heeft eigenschappen die veel aan de eigenschappen van een driehoek doen denken.
- Stelling 1. Als twee zijden van een drievlakshoek gelijk zijn, dan zijn de hoeken tegenover deze zijden gelijk.
- Stelling 2. De som van twee zijden van een drievlakshoek is groter dan de derde zijde.

## Bewijzen
Gegeven. Drievlakshoek T.ABC met β = ∠ATC, γ = ∠ATB en β = γ. Vlak(ABA') ⊥ TB en vlak(ACA') ⊥ TC.
Te bewijzen. ∠ABA' = ∠ACA'.
Bewijs. Er geldt ∠ABT = ∠ACT = 90°, ∠ATB = ∠ATC en AA' = AA'. Daarmee zijn de driehoeken ATB en ATC congruent (z,h,h), zodat AB = AC.
Gegeven. Drievlakshoek T.ABC waarvan γ de grootste zijde is; zie figuur 3.
Te bewijzen. α + β > γ.
Bewijs. Het te bewijzen kan worden vervangen door γ – β < α. Kies nu in het vlak ATB het punt C' zó dat ∠ATC' = ∠ATC = β. Dan moet worden bewezen dat ∠BTC' < ∠BTC.
Kies daartoe op de halfrechte TB het punt Q (willekeurig) en op de halfrechten OC' en OC de punten R' en R met TR' = TR. De lijn QR' snijdt TA in P. Zoals is na te gaan, zijn de driehoeken PTR en PTR' congruent (z,h,z), waaruit dan volgt dat PR = PR'. In driehoek PQR geldt volgens de driehoeksongelijkheid:
PR + RQ > PQ
Aftrekking van PR = PR' geeft dan:
RQ > PQ – PR' = R'Q